# Wentworth FitzGerald (17e comte de Kildare)
Wentworth FitzGerald (1634 - 5 mars 1664) est un homme politique irlandais qui siège à la Chambre des communes d'Angleterre en 1660 et à la Chambre des lords irlandaise à partir de 1661.

## Biographie
Il est le fils de George FitzGerald (16e comte de Kildare), et de Lady Jane Boyle, fille de Richard Boyle (1er comte de Cork). Il succède à son père comme comte en 1660.
Il est gouverneur des comtés de King's, de Kildare et de Queen's. Il ne possède aucune propriété dans le Nottinghamshire, mais en avril 1660, il fut élu député de East Retford au Parlement de la Convention. En 1661, il a siégé à la Chambre des Lords irlandaise et est admis au Conseil privé d'Irlande. Il est actif au Parlement et au Conseil privé.
Il épouse Elizabeth, fille de John Holles (2e comte de Clare) et son épouse Elizabeth Vere, c. 1655. Il meurt en mars 1664 et son fils, John FitzGerald (18e comte de Kildare), lui succède. Sa fille, Anne, a épousé Hugh Boscawen de Tregothnan Cornwall et veuve, s'est remarié avec Francis Robartes. Ses deux maris appartenaient à de grandes familles de Cornouailles.